# Giuseppe Vicentini
Giuseppe Vicentini (* 2. November 1860 in Ala; † 15. November 1944 ebenda) war ein italienischer Physiker und Seismologe. Bekanntheit erlangte er vor allem durch seine Erfindung des nach ihm benannten Vicentini-Mikroseismographen, eines Messinstruments zur Aufzeichnung von Erderschütterungen.
Vicentini studierte Physik an der Universität von Padua, wo er im Juli 1882 promovierte. Die folgenden sechs Jahre verbrachte er als Physikassistent am Technischen Institut von Turin, bevor er 1888 an der Universität Siena Leiter der dortigen Abteilung Physik und dem angeschlossenen geodynamischen und meteorologischen Observatorium wurde. 1894 kehrte er an die Universität von Padua zurück, wo er fortan einen Lehrstuhl für Physik innehatte. Im Jahr 1895 richtete er an der Universität von Padua ein geodynamisches Observatorium ein, wie er es zuvor in Siena kennengelernt hatte. Seine wissenschaftlichen Forschungen in den folgenden Jahren befassten sich unter anderem mit dem elektrischen Widerstand, der Röntgenstrahlung, der Radioaktivität von Thermalquellen und mit der Seismologie. Giuseppe Vicentini entwickelte auf Basis der zuvor bereits von früheren Seismologen entworfenen Pendelstruktur 1896 den Dreikomponenten-Mikroseismographen und zwei Jahre später zusammen mit dem ebenfalls an der Universität von Padua lehrenden Physikprofessor Giulio Pacher einen vertikalen Mikroseismographen, beides Geräte, die dann als Vicentini-Mikroseismographen bekannt wurden. Die Erfassung der Erdbewegungen erfolgte mit diesen Geräten von mit Masse beschwerten Pendeln und wurde auf Rußpapier aufgezeichnet. Seine Arbeit erlangte internationale Anerkennung und einige der führenden Seismologen seiner Zeit besuchten die seismologische Anlage an der Universität in Padua und brachten Vicentinis Erkenntnisse in die eigene Arbeit mit ein, wie etwa José Algué oder Emil Wiechert.
1931 wurde Giuseppe Vicentini altersbedingt in den Ruhestand versetzt, stand aber weiterhin im Austausch mit dem Institut und anderen Wissenschaftlern und war korrespondierendes Mitglied der Accademia Nazionale dei Lincei. Er starb am 15. November 1944 in seinem Geburtsort Ala.